# Буденц, Йозеф
Йозеф Бу́денц (нем. Josef Budenz; 13 июня 1836, Расдорф — 15 апреля 1892, Будапешт) — немецкий языковед; член-корреспондент Санкт-Петербургской академии наук.

## Биография
Занимался в Марбурге и Гёттингене классической филологией; но вскоре, благодаря Бенфею, посвятил себя преимущественно сравнительному изучению индусского и немецкого языков.
В Гёттингене ознакомился сначала с венгерским языком, а затем был введен работами Антона Боллера по вопросам о венгерском и родственных с ним финно-угорском и алтайском языках в новую, ещё мало исследованную область сравнительного языкознания. В 1858 году направился в Венгрию, чтобы прежде всего основательно вникнуть в индивидуальные особенности языков алтайской группы, и при этом занялся изучением других языков её, принявшись сперва именно за тюркские языки, а потом за самые ближайшие к венгерскому — финно-угорские.
В 1868 году он начал чтения в Будапештском университете по сравнительному алтайскому и угро-венгерскому языковедению, а в 1872 году основал специальную кафедру этого предмета. В том же году стоял у истоков лингвистического журнала Magyar Nyelvőr («Венгерский язык»).

## Труды
- многочисленные мемуары о венгерском и родственных с ним языках в журнале Гунфальви: «Magyar Nyelvészet», a с 1862 г. в «Nyelvtudományi Közlemények» (Венгерской академии)
- «Ueber die Verbalpräfixe meg u. el im Magyarischen» (1863—64),
- «Zur magyar. Verbalbildung» (1865),
- «Tatarisch aus Chiwa» (1865),
- «Verba denominativa in den ugrischen Sprachen» (1872),
- «Finnische Grammatik» («Finn nyelvtan», Пешт, 1873; 2 изд., 1880)
- «Mordwinische Grammatik» («Moksaés-erza-mordvin-nyelvtan», 1876)
- «Magyarés finn-ugor Szóegyezésck» (1867—68) содержат сравнительное сопоставление мадьярских и угорских слов, из которого вышел затем вполне обработанный и расширенный «Magyar.-ugrisches vergleichendes Wörterbuch» («Magyar-ugorösszes hasonlító szótár», Пешт, 1873—81; с руководящим комментарием).
- «Ugrische Sprachstudien» (2 тетр., Пешт, 1870)
- «Ueber die Verzweigung der ugrischen Sprachen» (Геттинген, 1879).